# Polana Smytnia
Polana Smytnia – polana w Dolinie Kościeliskiej w Tatrach Zachodnich. Znajduje się w odległości 4,8 km od Kir, powyżej Polany Pisanej, po wschodniej stronie drogi prowadzącej przez Dolinę Kościeliską.
Jest to trawiasta, otoczona lasem rówień leżąca na wysokości 1080–1130 m n.p.m. Dawniej razem ze znajdującą się po drugiej stronie Kościeliskiego Potoku Starą Polaną wchodziła w skład Hali Smytniej, była koszona, stały na niej szałasy pasterskie. Wypas odbywał się nie tylko na samej polanie (po jej skoszeniu), ale również w lesie na stokach Gubalca. W 1955 miała powierzchnię ok. 5 ha, ale w 2004 w wyniku zarośnięcia jej powierzchnia zmniejszyła się o ok. 54%.
W okolicach Polany Smytniej przebiega granica między rodzajami skał budujących Dolinę Kościeliską; powyżej polany, na południe występują piaskowce, kwarcyty i skały krystaliczne, poniżej, na północ skały osadowe – wapienie. Tutaj też mniej więcej do Smytniej Polany dochodził kiedyś zalegający powyżej lodowiec.
Z rzadkich w Polsce gatunków roślin stwierdzono występowanie dwulistnika muszego.

## Szlaki turystyczne
skrajem polany przebiega zielony szlak z Kir dnem Doliny Kościeliskiej do schroniska na Hali Ornak. Czas przejścia: 1:40 h, ↓ 1:35 h.